# 卡拉卡拉內山
16°01′25″S 70°22′34″W / 16.02361°S 70.37611°W
卡拉卡拉內山（K'ara K'arani），是秘魯的山峰，位於該國東南部普諾大區，由普諾省的蒂基利亞卡區負責管轄，屬於安地斯山脈的一部分，海拔高度4,600米。